# Gids op Maatschappelijk Gebied
De Gids op Maatschappelijk Gebied (kortweg: De gids, of GMG) is het opinieblad van Beweging.net, de christelijke arbeidersbeweging. Het is een van de oudste maandbladen van België. De gedrukte versie verschijnt in het midden van de maand, maar artikels zijn ook op de website te lezen.

## Geschiedenis
Op 19 september 1901 in Hasselt werd een eerste Congres van Maatschappelijke en Godsdienstige Werken in Limburg gehouden. Daar beslisten enkele  katholieke vooraanstaanden om een tijdschrift in het leven te roepen. Het eerste nummer kwam uit op 22 december 1901 en kreeg als titel 'De Gids op Maatschappelijk Gebied'. Het blad focuste zich op "alle katholieke sociale werkers van gansch het Vlaemsche land."
De christelijke arbeidersbeweging speelde een hoofdrol in de katholieke sociale beweging en ging steeds nadrukkelijker haar stempel drukken op De Gids. Tot aan de Eerste Wereldoorlog verscheen De Gids als weekblad. Na de oorlog transformeerde het definitief naar een maandblad met een theoretische inslag en vier hoofdrubrieken ('Studiën', 'Documentatie', 'Boekennieuws' en 'Overzicht van Tijdschriften'). De eerste algemeen secretaris van het ACW, Paul-Willem Segers, hield in 1930 een pleidooi voor een 'leidersblad' en zo werd De Gids het 'officiële leidersblad van het ACW'.
Van 1940 tot 1944 verscheen het blad niet. Vanaf 1958 kwam een fusie tot stand met het studie-orgaan van het Algemeen Christelijk Vakverbond (ACV). Er volgde een bloeiperiode, met een bruisend aantal teksten en aanzienlijk stijgende abonnementen. Het werd een vakblad met een brede sociale thematiek. Bekende auteurs waren onder andere het toenmalige hoofd van de studiedienst Herman Deleeck, die later het Centrum voor Sociaal Beleid (CSB) oprichtte en als eerste de zogenaamde Matteüseffecten aan de kaak stelde, of Ignaas Lindemans, het toenmalig hoofd van de ACV-studiedienst en bedenker van het Derde Arbeidscircuit (DAC). Ook de latere premier Jean-Luc Dehaene was een vaste medewerker, onder andere van de economische rubriek.
De toen nog jonge Gilbert De Swert kreeg snel een vaste rubriek, die achtereenvolgens, onder meer, Boekanier, Kopstand, en nu Gelagboek heet. De Standaard roemt de rubriek als "vaak geestige en stekelige, maar altijd inhoudelijk gefundeerde columns".
De autonomie van de redactie werd in grote mate bevestigd en naast de officiële Beweging.net-standpunten moesten ook andere meningen aan bod komen. De kritische rubriek ‘Zo dachten wij’ zorgde regelmatig voor wrijvingen, maar wees ook op het voorhoede-aspect van GMG: het feit dat er nieuwe pistes en the clash of ideas aan bod komen die nog niet tot de officiële standpunten hoorden.
In 2009 mocht het blad zijn 100e jaargang vieren (weliswaar gesticht in 1901, maar met publicatie-onderbrekingen als gevolg van WO I en II), een unicum in de Belgische mediageschiedenis. De redactie staat nu onder leiding van Emmanuel Gerard.

## Inhoud
Het blad publiceert analyses en opinies van auteurs in en rond de christelijke arbeidersbeweging (Beweging.net).
Daarbij richt het zich vooral op volgende thema's:
- Arbeid en organisatie
- Armoede en maatschappelijke integratie
- Gezondheidszorg
- Maatschappelijk middenveld
- Migratie
- Milieubeleid en duurzame ontwikkeling
- Onderwijs
- Ontwikkelingssamenwerking
- Wonen

Een van de meest invloedrijke artikels uit de geschiedenis van het blad was ‘Een dertigjarenplan voor de politieke ontvoogding van Belgisch Afrika’ uit 1955, van Jef Van Bilsen. Het bleek een visionair maar ook controversieel artikel dat later ingehaald werd door de realiteit, toen Congo in 1960 onafhankelijk werd.
Ook spraakmakend was de reeks ‘Quo Vadis Belgica’ (2008): een analyse van de verschillende domeinen die deel uitmaakten van het communautaire debat, zoals de Bijzondere Financieringswet, de (de)federalisering van de sociale zekerheid, arbeidsrecht, Brussel… lang voor de politieke onderhandelingen en de crisis losbarstte van 2010 (t.v.d.: Regeringsformatie België 2010-2011). Met ‘Het Grote Sociale Saneringsnummer’ (april 2011) brak het blad een lans voor ‘sociale saneringen’, vóór de begrotingsonderhandelingen voor het nieuwe budget (2011-2014) waren begonnen. Daarmee mikt het blad resoluut op een langetermijnperspectief en een beleidsvoorbereidende inhoud.
Het blad doet dat ook via het organiseren van debatten, seminaries en dergelijke, zoals het Quo Vadis Belgica-seminarie, begin juni in 2008.

## Varia
- Van ‘Het Grote Sociale Saneringsnummer’ (april 2011) wordt gezegd dat het een inspiratie was voor de latere formateursnota van Elio Di Rupo (bron: jaarverslag 2011 ACW).
- De gids wordt weleens de ‘panda‘ van het tijdschriftenlandschap genoemd, omdat het blad geen advertenties opneemt en de tijdschriftenmarkt (en oplages) aanzienlijk krimpen.
- In 2009 zette het blad het hele archief van 1999 tot 2007 online. Wat de plannen zijn met de rest van het archief is nog niet bekend. Professor Emmanuel Gerard (Katholieke Universiteit Leuven) noemde de verzamelde nummers “een schat aan gegevens over het sociale, economische, culturele en godsdienstige leven in België en het buitenland.”[4]